# Wettingen
Wettingen is een gemeente en plaats in het Zwitserse kanton Aargau, en maakt deel uit van het district Baden. Wettingen telt 20.265 inwoners.

## Politiek
Doris Stump (1950-), een germaniste en uitgeefster, was actief in de lokale politiek van Wettingen.

## Geboren
- Seraina Piubel (2000), voetbalster

## Bevolkingsontwikkeling

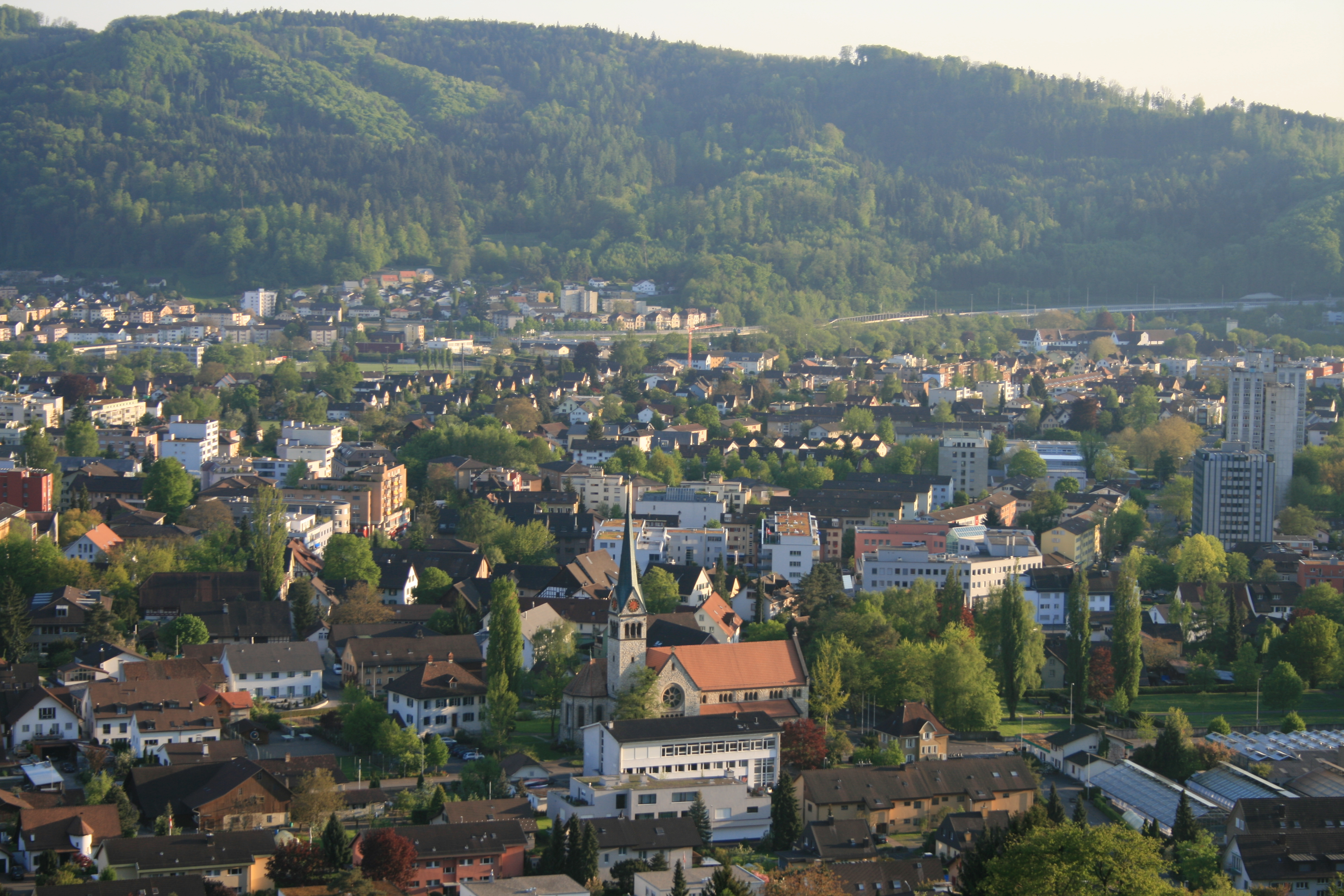
Wettingen

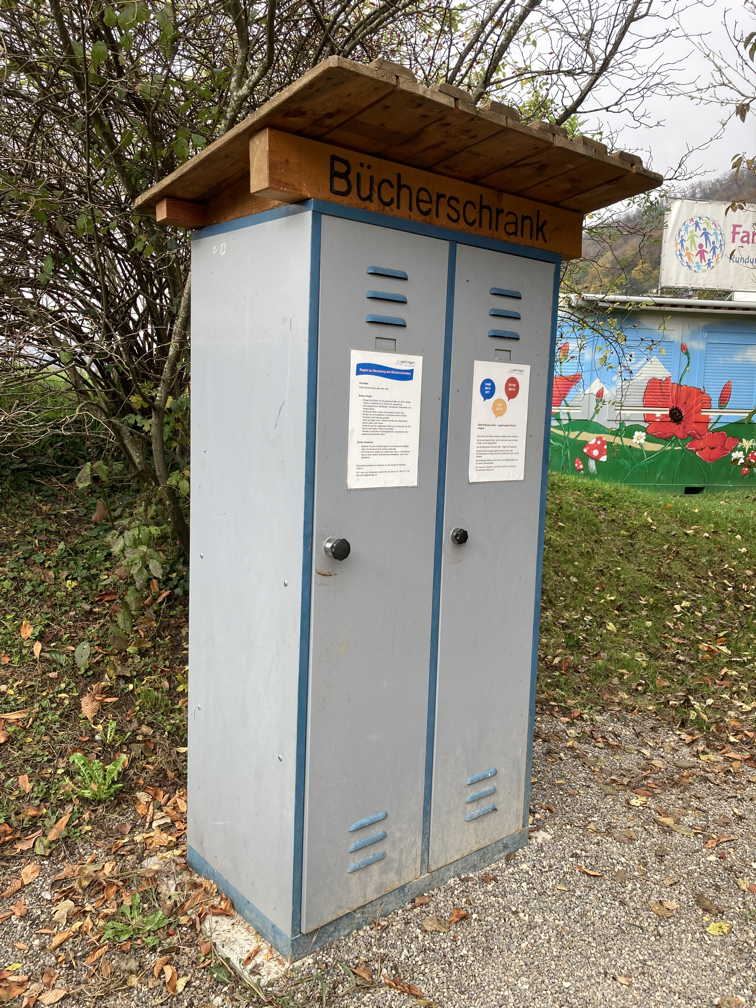
Minibieb